# فرنك جيبوتي
الفرنك الجيبوتي هو العملة الرسمية لجمهورية جيبوتي يصدرها البنك المركزي الجيبوتي.
تاريخياً، ينقسم الفرنك الجيبوتي إلى 100 سنتيم.

## التاريخ
في عام 1884، عندما أصبحت جيبوتي محمية، استخدمت الفرنك الفرنسي والروبية الهندية وتالر ماريا تريزا. ابتداء من عام 1910، تم إصدار الأوراق النقدية للمستعمرة آنذاك من قبل بنك الهند الصينية. وفي عام 1948، تم إصدار العملات المعدنية الأولى، وظهر الفرنك الجيبوتي عندما تم ربط العملة المحلية بالدولار الأمريكي بسعر 214.392 فرنك = 1 دولار. وفي عام 1952، تولت الخزانة العامة إنتاج النقود الورقية.

## العملات المعدنية
بين عامي 1920 و1922، أصدرت غرفة التجارة عملات من الزنك والألمنيوم والبرونز والألمنيوم بفئات 5 و 10 و 25 و 50 سنتًا و1 فرنك. وفي عام 1948، تم إصدار 1 و2 و5 فرنك من الألمنيوم، ثم 20 فرنك في عام 1952 من الألومنيوم والبرونز، تبعتها 10 فرنكات في عام 1965. ثم 50 و 100 فرنك في عام 1970، و500 فرنك من الألومنيوم والبرونز في عام 1989.
|       |       |          | الوصف       | الوصف                                                                       |               |
| الوجه | العكس | القيمة   | الوجه       | العكس                                                                       | تاريخ الإصدار |
| ----- | ----- | -------- | ----------- | --------------------------------------------------------------------------- | ------------- |
|       |       | 1 فرنك   | شعار جيبوتي | القيمة، رأس أبو عق، ريش نعام، سمك السلور                                    | 1997          |
|       |       | 2 فرنك   | شعار جيبوتي | القيمة، رأس أبو عق، ريش نعام، سمك السلور                                    | 1977          |
|       |       | 5 فرنك   | شعار جيبوتي | القيمة، رأس أبو عق، ريش نعام، سمك السلور                                    | 1991          |
|       |       | 10 فرنك  | شعار جيبوتي | القيمة، داو، ميناء جيبوتي، عبارة                                            | 1997          |
|       |       | 20 فرنك  | شعار جيبوتي | القيمة، داو، ميناء جيبوتي، عبارة                                            | 1997          |
|       |       | 50 فرنك  | شعار جيبوتي | جملان                                                                       | 1989          |
|       |       | 100 فرنك | شعار جيبوتي | جملان                                                                       | 1997          |
|       |       | 250 فرنك | شعار جيبوتي | دراج جيبوتي                                                                 | 2012          |
|       |       | 500 فرنك | شعار جيبوتي | القيمة؛ الشعار الوطني " الوحدة، المساواة، السلام " (Unity, Equality, Peace) | 1997          |

## الأوراق النقدية
بين عامي 1910 و1915، ظهرت أوراق نقدية من فئات 5 و20 و100 فرنك.. أدى الانخفاض في قيمة الفرنك الفرنسي بعد الحرب العالمية الأولى إلى إصدار أوراق 500 و1000. وعندما تولت الخزانة العامة إنتاج النقود الورقية في عام 1952، توقف إنتاج الأوراق النقدية فئة 5 و 10 و 20 فرنك وتم إدخال 5000 فرنك. وفي عام 1970، استبدلت العملات الورقية من فئة 50 و100 فرنك بعملات معدنية. وفي عام 1977، تولى البنك الوطني إصدر الأوراق النقدية. وكانت التغييرات اللاحقة هي إدخال فئة 10000 فرنك في عام 1984 واستبدال فئة 500 فرنك بعملة معدنية في عام 1989.
| سلسلة 1979-1988           | سلسلة 1979-1988 | سلسلة 1979-1988 | سلسلة 1979-1988 | سلسلة 1979-1988             | سلسلة 1979-1988    |
| الوجه                     | العكس           | القيمة          | اللون الرئيسي   | الوجه                       | العكس              |
| ------------------------- | --------------- | --------------- | --------------- | --------------------------- | ------------------ |
|                           |                 | 500 فرنك        | متعددة الألوان  | رجل                         | سفينة              |
|                           |                 | 1000 فرنك       | متعددة الألوان  | امراة، قطار                 | جمال               |
|                           |                 | 5000 فرنك       | متعددة الألوان  | رجل                         | جيبوتي             |
|                           |                 | 10,000 فرنك     | بنى وأحمر       | امرأة تحمل الطفل            | ميناء              |
| سلسلة 1997-2002           |                 |                 |                 |                             |                    |
|                           |                 | 1000 فرنك       | أحمر            | علي أحمد عود                | ميناء جبوتي        |
|                           |                 | 2000 فرنك       | أزرق            | فتاة، قافلة إبل             | تمثال، مبنى حكومي  |
|                           |                 | 5000 فرنك       | بنفسجي          | محمود حربي                  | راقصات             |
|                           |                 | 10,000 فرنك     | أخر             | الرئيس حسن جوليد أبتيدون    | مبنى البنك المركزي |
| الذكرى الأربعون للاستقلال |                 |                 |                 |                             |                    |
|                           |                 | 40 فرنك         | متعددة الألوان  | قرش الحوت، الشعاب المرجانية | ميناء جيبوتي       |